# Raffaele Cantarella

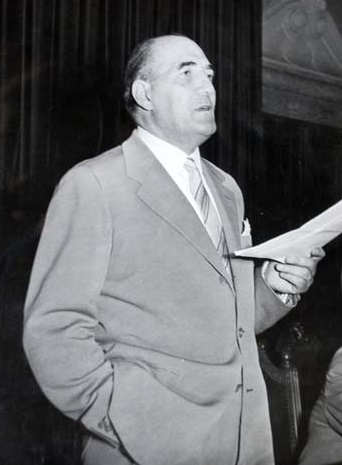
Raffaele Cantarella

Raffaele Cantarella (* 25. April 1898 in Mistretta; † 6. Mai 1977 in Mailand) war ein italienischer Gräzist und Byzantinist.

## Leben
Raffaele Cantarella, Sohn von Francesco Cantarella und Eva Rebeck, wuchs in Salerno auf, wo der Vater Lehrer für Latein und Altgriechisch an höheren Schulen war. Cantarella studierte seinerseits Klassische Philologie an der Universität Neapel und erwarb die Laurea in Altgriechisch 1920 bei Alessandro Olivieri, der Schüler von Girolamo Vitelli war. Es folgte ein Jahr der Fortbildung in Gräzistik am Istituto di Studi Superiori di Firenze. Darauf lehrte Cantarella an verschiedenen Gymnasien und Lyzeen. 1927 wurde er zum Privatdozenten in griechischer Literatur ernannt. Von 1929 bis 1938 war er Leiter der Officina dei Papiri Ercolanesi bei der Nationalbibliothek in Neapel. Von 1935 bis 1938 war er zugleich Lehrbeauftragter für Klassische Philologie an der Universität Neapel. 1938 wurde er außerordentlicher Professor für byzantinische Philologie, von 1939 an für griechische Literatur an der Università Cattolica del Sacro Cuore in Mailand. 1951 wechselte er als Ordinarius für griechische Literatur und Lehrbeauftragter für byzantinische Philologie an die staatliche Universität Mailand, wo er zum 1. November 1968 emeritiert wurde.
Forschungsgebiete von Cantarella waren die homerischen Epen sowie die griechische Tragödie (Aischylos, Sophokles, Euripides) und Komödie (Aristophanes, Menander), auf byzantinistischer Seite Maximus Confessor und die byzantinische Dichtung. Seine Geschichte der griechischen Literatur wurde aktualisiert neu aufgelegt.
Seine Tochter Eva Cantarella (* 1936 in Rom) ist Rechtshistorikerin.

## Auszeichnungen
- 1942 korrespondierendes, 1958 ordentliches Mitglied des Istituto Lombardo
- 1946–1952 Vorsitzender des Istituto Nazionale del Dramma Antico und Herausgeber der Institutszeitschrift Dioniso (von 1946 an)
- 1954 Premio Marzotto für Literaturkritik
- 1955 Mitglied der Società Cretese di Studi Storici
- 1963 korrespondierendes Mitglied der Accademia dei Lincei
- 1965 Medaglia d’oro per i benemeriti della scuola, della cultura e dell’arte
- 1967 Ehrendoktor der Universität Athen
- 1970 ordentliches Mitglied der Società nazionale di Scienze, Lettere e Arti in Napoli
- 1973 Ehrenpatron der Fundación Pastor de Estudios Clásicos in Madrid

## Schriften (Auswahl)
- Sophocles, Trachinias ad novam emendatamque codicum recognitionem scholiisque recentioribus additis edidit R. C., Neapel 1926.
- Poeti bizantini, I: Testi; II: Introduzione, traduzione e commento, 2 Bände, Mailand 1948.
- mit Antonio Garzya (Hrsg.): Lirici greci. Società Editrice Dante Alighieri, Rom 1959, 12. Auflage 1995.
- Storia della letteratura greca, Nuova Accademia Editrice, Mailand 1962.
- La letteratura greca dell’età ellenistica e imperiale. Nuova edizione aggiornata, Florenz/Mailand 1968
- La letteratura greca classica. Nuova edizione aggiornata, Florenz/Mailand 1968; BUR, Mailand 2002, ISBN 8817112518.
- Scritti minori sul teatro greco, Brescia 1970 (enthält ein Verzeichnis eines Teils seiner Schriften)
- Civiltà e letteratura della Grecia antica. Roma, 1972.
- mit Giuseppe Scarpat: Breve introduzione ad Omero. Editrice Dante Alighieri, Mailand 1989, ISBN 8853400846.